# Flórián Albert
Flórián Albert (Hercegszántó, 15 settembre 1941 – Budapest, 31 ottobre 2011) è stato un calciatore ungherese di origine rumena e di ruolo attaccante.
Soprannominato L'imperatore, è considerato uno dei più forti giocatori ungheresi della storia del calcio. Candidato per otto diverse edizioni del Pallone d'oro, è stato vincitore del premio nel 1967 ed è stato nominato per due anni consecutivi calciatore ungherese dell'anno (1966 e 1967).

## Biografia
Figlio di contadini, si trasferisce a Budapest in tenera età. Anche il suo omonimo figlio è stato un calciatore.
Nel 2007 gli viene intitolato lo stadio del Ferencváros demolito nel 2013. Scompare nel 2011, all'età di 70 anni, dopo aver subito un intervento chirurgico al cuore.

## Caratteristiche tecniche
(Sepp Blatter)
Attaccante elegante in possesso di un notevole controllo di palla, Albert faceva delle accelerazioni e della visione di gioco le sue armi migliori. Era altresì preciso nei passaggi e dotato di un potente tiro.

## Carriera

### Club
Talento precoce, dopo aver giocato nelle giovanili del Ferencváros viene reclutato dal club in prima squadra all’età di diciassette anni. Debutta il 2 novembre 1958 realizzando una doppietta nella partita vinta per 3-1 contro il Diósgyőr. In totale Albert ha disputato 351 partite di campionato segnando 258 reti. Ha vinto quattro volte il titolo nazionale, nel 1962-1963, 1964, 1967 e 1968 e in due occasioni ha conquistato anche la Magyar Kupa. A livello internazionale ha trionfato nella Coppa delle Fiere 1964-1965.
A livello individuale è stato inoltre capocannoniere del campionato ungherese in tre occasioni, capocannoniere della Coppa dei Campioni nel 1965-1966 e capocannoniere della Coppa delle Fiere nell'edizione del 1966-1967.

### Nazionale
Con la nazionale ungherese viene selezionato all'età di soli diciassette anni dal commissario tecnico Lajos Baróti, che lo fa debuttare nella partita vinta 3-2 a Budapest dall'Ungheria contro la Svezia. Alla terza partita con l'Ungheria segna poi la sua prima marcatura realizzando una tripletta ai danni della Jugoslavia in un amichevole vinta per 4-2.
Con la nazionale ha disputato in totale 75 partite segnando 31 reti, conquistando la medaglia di bronzo alle Olimpiadi del 1960, arrivando terzo ai campionati europei del 1964 e partecipando ai Mondiali del 1962, in cui è stato il miglior marcatore del torneo con 4 reti, a pari merito con Vavá, Leonel Sánchez, Valentin Ivanov, Garrincha e Dražan Jerković.
Ai Mondiale del 1966, Albert e i suoi compagni battono per 3-0 i campioni in carica del Brasile, orfano di Pelé. Tuttavia non riescono a superare i quarti di finale, venendo sconfitti dall'Unione Sovietica per 2-1.
Il 15 giugno 1969, nell'amichevole persa per 3-2 in favore della Danimarca Albert si frattura una gamba e a causa di ciò impiega due anni per ritornare a vestire la maglia della nazionale, senza tuttavia riuscire a ripetere le brillanti prestazioni del passato.

## Statistiche
Tra club e nazionale maggiore, Albert ha giocato 484 partite segnando 323 reti, alla media di 0,66 gol a partita.

### Presenze e reti nei club
| Stagione        | Squadra         | Campionato      | Campionato | Campionato | Coppe nazionali | Coppe nazionali | Coppe nazionali | Coppe continentali | Coppe continentali | Coppe continentali | Altre coppe | Altre coppe | Altre coppe | Totale | Totale |
| Stagione        | Squadra         | Comp            | Pres       | Reti       | Comp            | Pres            | Reti            | Comp               | Pres               | Reti               | Comp        | Pres        | Reti        | Pres   | Reti   |
| --------------- | --------------- | --------------- | ---------- | ---------- | --------------- | --------------- | --------------- | ------------------ | ------------------ | ------------------ | ----------- | ----------- | ----------- | ------ | ------ |
| 1958-1959       | Ferencváros     | NBI             | 15         | 6          | -               | -               | -               | -                  | -                  | -                  | -           | -           | -           | 15     | 6      |
| 1959-1960       | Ferencváros     | NBI             | 26         | 27         | -               | -               | -               | -                  | -                  | -                  | -           | -           | -           | 26     | 27     |
| 1960-1961       | Ferencváros     | NBI             | 26         | 21         | -               | -               | -               | CdC                | 1                  | 0                  | -           | -           | -           | 27     | 21     |
| 1961-1962       | Ferencváros     | NBI             | 22         | 17         | -               | -               | -               | -                  | -                  | -                  | -           | -           | -           | 22     | 17     |
| 1962-1963       | Ferencváros     | NBI             | 21         | 11         | -               | -               | -               | CdF                | 5                  | 3                  | -           | -           | -           | 26     | 14     |
| 1963            | Ferencváros     | NBI             | 12         | 11         | -               | -               | -               | CC                 | 2                  | 2                  | -           | -           | -           | 14     | 13     |
| 1964            | Ferencváros     | NBI             | 16         | 19         | MK              | ?               | ?               | CdF                | 13                 | 4                  | -           | -           | -           | 29     | 23     |
| 1965            | Ferencváros     | NBI             | 24         | 27         | MK              | ?               | ?               | CC                 | 6                  | 7                  | -           | -           | -           | 30     | 34     |
| 1966            | Ferencváros     | NBI             | 25         | 24         | MK              | 1+              | 0+              | CdF                | 6                  | 8                  | -           | -           | -           | 31     | 32     |
| 1967            | Ferencváros     | NBI             | 27         | 28         | MK              | ?               | ?               | CdF                | 9                  | 4                  | -           | -           | -           | 35     | 32     |
| 1968            | Ferencváros     | NBI             | 27         | 19         | MK              | ?               | ?               | -                  | -                  | -                  | -           | -           | -           | 27     | 19     |
| 1969            | Ferencváros     | NBI             | 13         | 11         | MK              | ?               | ?               | -                  | -                  | -                  | -           | -           | -           | 13     | 11     |
| 1970            | Ferencváros     | NBI             | 8          | 4          | MK              | ?               | ?               | -                  | -                  | -                  | -           | -           | -           | 8      | 4      |
| 1970-1971       | Ferencváros     | NBI             | 24         | 7          | MK              | ?               | ?               | CdF                | 2                  | 0                  |             |             |             | 26     | 7      |
| 1971-1972       | Ferencváros     | NBI             | 30         | 15         | MK              | 1+              | 1+              | CU                 | 9                  | 5                  | -           | -           | -           | 39     | 20     |
| 1972-1973       | Ferencváros     | NBI             | 26         | 6          | MK              | ?               | ?               | CdC                | 3                  | 0                  | -           | -           | -           | 29     | 6      |
| 1973-1974       | Ferencváros     | NBI             | 9          | 2          | MK              | ?               | ?               | -                  | -                  | -                  | -           | -           | -           | 9      | 2      |
| Totale carriera | Totale carriera | Totale carriera | 351        | 258        |                 | 2+              | 1+              |                    | 56                 | 33                 |             |             |             | 409+   | 292+   |

### Cronologia presenze e reti in nazionale[12]
| Cronologia completa delle presenze e delle reti in nazionale ― Ungheria | Cronologia completa delle presenze e delle reti in nazionale ― Ungheria | Cronologia completa delle presenze e delle reti in nazionale ― Ungheria | Cronologia completa delle presenze e delle reti in nazionale ― Ungheria | Cronologia completa delle presenze e delle reti in nazionale ― Ungheria | Cronologia completa delle presenze e delle reti in nazionale ― Ungheria | Cronologia completa delle presenze e delle reti in nazionale ― Ungheria | Cronologia completa delle presenze e delle reti in nazionale ― Ungheria |
| Data                                                                    | Città                                                                   | In casa                                                                 | Risultato                                                               | Ospiti                                                                  | Competizione                                                            | Reti                                                                    | Note                                                                    |
| ----------------------------------------------------------------------- | ----------------------------------------------------------------------- | ----------------------------------------------------------------------- | ----------------------------------------------------------------------- | ----------------------------------------------------------------------- | ----------------------------------------------------------------------- | ----------------------------------------------------------------------- | ----------------------------------------------------------------------- |
| 28-6-1959                                                               | Budapest                                                                | Ungheria                                                                | 3 – 2                                                                   | Svezia                                                                  | Amichevole                                                              | -                                                                       |                                                                         |
| 27-9-1959                                                               | Budapest                                                                | Ungheria                                                                | 0 – 1                                                                   | Unione Sovietica                                                        | Qual. Euro 1960                                                         | -                                                                       |                                                                         |
| 11-10-1959                                                              | Belgrado                                                                | Jugoslavia                                                              | 2 – 4                                                                   | Ungheria                                                                | Amichevole                                                              | 3                                                                       |                                                                         |
| 25-10-1959                                                              | Budapest                                                                | Ungheria                                                                | 8 – 0                                                                   | Svizzera                                                                | Amichevole                                                              | 1                                                                       |                                                                         |
| 8-11-1959                                                               | Budapest                                                                | Ungheria                                                                | 4 – 3                                                                   | Germania                                                                | Amichevole                                                              | 1                                                                       |                                                                         |
| 29-11-1959                                                              | Firenze                                                                 | Italia                                                                  | 1 – 1                                                                   | Ungheria                                                                | Coppa Internazionale                                                    | -                                                                       |                                                                         |
| 22-5-1960                                                               | Budapest                                                                | Ungheria                                                                | 2 – 0                                                                   | Inghilterra                                                             | Amichevole                                                              | 2                                                                       |                                                                         |
| 5-6-1960                                                                | Budapest                                                                | Ungheria                                                                | 3 – 3                                                                   | Scozia                                                                  | Amichevole                                                              | -                                                                       |                                                                         |
| 9-10-1960                                                               | Budapest                                                                | Ungheria                                                                | 1 – 1                                                                   | Jugoslavia                                                              | Amichevole                                                              | -                                                                       |                                                                         |
| 30-10-1960                                                              | Bruxelles                                                               | Belgio                                                                  | 2 – 1                                                                   | Ungheria                                                                | Amichevole                                                              | -                                                                       |                                                                         |
| 13-11-1960                                                              | Budapest                                                                | Ungheria                                                                | 4 – 1                                                                   | Polonia                                                                 | Amichevole                                                              | -                                                                       |                                                                         |
| 20-11-1960                                                              | Budapest                                                                | Ungheria                                                                | 2 – 0                                                                   | Austria                                                                 | Amichevole                                                              | -                                                                       |                                                                         |
| 17-2-1961                                                               | Cairo                                                                   | Egitto                                                                  | 0 – 2                                                                   | Ungheria                                                                | Amichevole                                                              | 2                                                                       |                                                                         |
| 16-4-1961                                                               | Budapest                                                                | Ungheria                                                                | 2 – 0                                                                   | Germania Est                                                            | Qual. Mondiali 1962                                                     | 1                                                                       |                                                                         |
| 7-5-1961                                                                | Belgrado                                                                | Jugoslavia                                                              | 2 – 4                                                                   | Ungheria                                                                | Amichevole                                                              | 1                                                                       |                                                                         |
| 28-5-1961                                                               | Budapest                                                                | Ungheria                                                                | 3 – 2                                                                   | Galles                                                                  | Amichevole                                                              | -                                                                       |                                                                         |
| 11-6-1961                                                               | Budapest                                                                | Ungheria                                                                | 1 – 2                                                                   | Austria                                                                 | Amichevole                                                              | -                                                                       |                                                                         |
| 10-9-1961                                                               | Berlino Est                                                             | Germania Est                                                            | 2 – 3                                                                   | Ungheria                                                                | Qual. Mondiali 1962                                                     | -                                                                       |                                                                         |
| 9-12-1961                                                               | Santiago del Cile                                                       | Cile                                                                    | 5 – 1                                                                   | Ungheria                                                                | Amichevole                                                              | -                                                                       |                                                                         |
| 13-12-1961                                                              | Santiago del Cile                                                       | Cile                                                                    | 0 – 0                                                                   | Ungheria                                                                | Amichevole                                                              | -                                                                       |                                                                         |
| 23-12-1961                                                              | Montevideo                                                              | Uruguay                                                                 | 1 – 1                                                                   | Ungheria                                                                | Amichevole                                                              | -                                                                       |                                                                         |
| 18-4-1962                                                               | Budapest                                                                | Ungheria                                                                | 1 – 1                                                                   | Uruguay                                                                 | Amichevole                                                              | -                                                                       |                                                                         |
| 29-4-1962                                                               | Budapest                                                                | Ungheria                                                                | 2 – 1                                                                   | Turchia                                                                 | Amichevole                                                              | -                                                                       |                                                                         |
| 31-5-1962                                                               | Rancagua                                                                | Ungheria                                                                | 2 – 1                                                                   | Inghilterra                                                             | Mondiali 1962 - 1º turno                                                | 1                                                                       |                                                                         |
| 3-6-1962                                                                | Rancagua                                                                | Ungheria                                                                | 6 – 1                                                                   | Bulgaria                                                                | Mondiali 1962 - 1º turno                                                | 3                                                                       |                                                                         |
| 10-6-1962                                                               | Rancagua                                                                | Cecoslovacchia                                                          | 1 – 0                                                                   | Ungheria                                                                | Mondiali 1962 - Quarti di finale                                        | -                                                                       |                                                                         |
| 24-6-1962                                                               | Vienna                                                                  | Austria                                                                 | 1 – 2                                                                   | Ungheria                                                                | Amichevole                                                              | -                                                                       |                                                                         |
| 28-10-1962                                                              | Budapest                                                                | Ungheria                                                                | 2 – 0                                                                   | Austria                                                                 | Amichevole                                                              | -                                                                       |                                                                         |
| 7-11-1962                                                               | Budapest                                                                | Ungheria                                                                | 3 – 1                                                                   | Galles                                                                  | Qual. Euro 1964                                                         | 1                                                                       |                                                                         |
| 11-11-1962                                                              | Parigi                                                                  | Francia                                                                 | 2 – 3                                                                   | Ungheria                                                                | Amichevole                                                              | -                                                                       |                                                                         |
| 20-3-1963                                                               | Cardiff                                                                 | Galles                                                                  | 1 – 1                                                                   | Ungheria                                                                | Qual. Euro 1964                                                         | -                                                                       |                                                                         |
| 5-5-1963                                                                | Stoccolma                                                               | Svezia                                                                  | 2 – 1                                                                   | Ungheria                                                                | Amichevole                                                              | 1                                                                       |                                                                         |
| 19-5-1963                                                               | Budapest                                                                | Ungheria                                                                | 6 – 0                                                                   | Danimarca                                                               | Amichevole                                                              | 1                                                                       |                                                                         |
| 22-9-1963                                                               | Mosca                                                                   | Unione Sovietica                                                        | 1 – 1                                                                   | Ungheria                                                                | Amichevole                                                              | -                                                                       |                                                                         |
| 6-10-1963                                                               | Belgrado                                                                | Jugoslavia                                                              | 0 – 2                                                                   | Ungheria                                                                | Amichevole                                                              | -                                                                       |                                                                         |
| 19-10-1963                                                              | Berlino Est                                                             | Germania Est                                                            | 1 – 2                                                                   | Ungheria                                                                | Qual. Euro 1964                                                         | -                                                                       |                                                                         |
| 27-10-1963                                                              | Budapest                                                                | Ungheria                                                                | 2 – 1                                                                   | Austria                                                                 | Amichevole                                                              | 1                                                                       |                                                                         |
| 3-11-1963                                                               | Budapest                                                                | Ungheria                                                                | 3 – 3                                                                   | Germania Est                                                            | Amichevole                                                              | -                                                                       |                                                                         |
| 25-4-1964                                                               | Parigi                                                                  | Francia                                                                 | 1 – 3                                                                   | Ungheria                                                                | Qual. Euro 1964                                                         | 1                                                                       |                                                                         |
| 3-5-1964                                                                | Vienna                                                                  | Austria                                                                 | 1 – 0                                                                   | Ungheria                                                                | Amichevole                                                              | -                                                                       |                                                                         |
| 17-6-1964                                                               | Madrid                                                                  | Spagna                                                                  | 2 – 1                                                                   | Ungheria                                                                | Euro 1964 - Semifinali                                                  | -                                                                       |                                                                         |
| 20-6-1964                                                               | Barcellona                                                              | Ungheria                                                                | 3 – 1                                                                   | Danimarca                                                               | Euro 1964 - Finale 3º posto                                             | -                                                                       |                                                                         |
| 4-10-1964                                                               | Berna                                                                   | Svizzera                                                                | 0 – 2                                                                   | Ungheria                                                                | Amichevole                                                              | 2                                                                       |                                                                         |
| 11-10-1964                                                              | Budapest                                                                | Ungheria                                                                | 2 – 2                                                                   | Cecoslovacchia                                                          | Amichevole                                                              | 2                                                                       |                                                                         |
| 25-10-1964                                                              | Budapest                                                                | Ungheria                                                                | 2 – 1                                                                   | Jugoslavia                                                              | Amichevole                                                              | 2                                                                       |                                                                         |
| 23-5-1965                                                               | Lipsia                                                                  | Germania Est                                                            | 1 – 1                                                                   | Ungheria                                                                | Qual. Mondiali 1966                                                     | -                                                                       |                                                                         |
| 13-6-1965                                                               | Vienna                                                                  | Austria                                                                 | 0 – 1                                                                   | Ungheria                                                                | Qual. Mondiali 1966                                                     | -                                                                       |                                                                         |
| 27-6-1965                                                               | Budapest                                                                | Ungheria                                                                | 2 – 1                                                                   | Italia                                                                  | Amichevole                                                              | 1                                                                       |                                                                         |
| 5-9-1965                                                                | Budapest                                                                | Ungheria                                                                | 3 – 0                                                                   | Germania Est                                                            | Qual. Mondiali 1966                                                     | -                                                                       |                                                                         |
| 9-10-1965                                                               | Budapest                                                                | Ungheria                                                                | 3 – 2                                                                   | Austria                                                                 | Qual. Mondiali 1966                                                     | -                                                                       |                                                                         |
| 5-6-1966                                                                | Budapest                                                                | Ungheria                                                                | 3 – 1                                                                   | Svizzera                                                                | Amichevole                                                              | -                                                                       |                                                                         |
| 13-7-1966                                                               | Manchester                                                              | Portogallo                                                              | 3 – 1                                                                   | Ungheria                                                                | Mondiali 1966 - 1º turno                                                | -                                                                       |                                                                         |
| 15-7-1966                                                               | Liverpool                                                               | Ungheria                                                                | 3 – 1                                                                   | Brasile                                                                 | Mondiali 1966 - 1º turno                                                | -                                                                       |                                                                         |
| 20-7-1966                                                               | Manchester                                                              | Ungheria                                                                | 3 – 1                                                                   | Bulgaria                                                                | Mondiali 1966 - 1º turno                                                | -                                                                       |                                                                         |
| 23-7-1966                                                               | Sunderland                                                              | Unione Sovietica                                                        | 2 – 1                                                                   | Ungheria                                                                | Mondiali 1966 - Quarti di finale                                        | -                                                                       |                                                                         |
| 7-9-1966                                                                | Rotterdam                                                               | Paesi Bassi                                                             | 2 – 2                                                                   | Ungheria                                                                | Qual. Euro 1968                                                         | -                                                                       |                                                                         |
| 21-9-1966                                                               | Budapest                                                                | Ungheria                                                                | 6 – 0                                                                   | Danimarca                                                               | Qual. Euro 1968                                                         | 2                                                                       |                                                                         |
| 28-9-1966                                                               | Budapest                                                                | Ungheria                                                                | 4 – 2                                                                   | Francia                                                                 | Amichevole                                                              | -                                                                       |                                                                         |
| 30-10-1966                                                              | Budapest                                                                | Ungheria                                                                | 3 – 1                                                                   | Austria                                                                 | Amichevole                                                              | -                                                                       |                                                                         |
| 23-4-1967                                                               | Budapest                                                                | Ungheria                                                                | 1 – 0                                                                   | Jugoslavia                                                              | Amichevole                                                              | -                                                                       |                                                                         |
| 10-5-1967                                                               | Budapest                                                                | Ungheria                                                                | 2 – 1                                                                   | Paesi Bassi                                                             | Qual. Euro 1968                                                         | -                                                                       |                                                                         |
| 24-5-1967                                                               | Copenaghen                                                              | Danimarca                                                               | 0 – 2                                                                   | Ungheria                                                                | Qual. Euro 1968                                                         | 1                                                                       |                                                                         |
| 6-9-1967                                                                | Vienna                                                                  | Austria                                                                 | 3 – 1                                                                   | Ungheria                                                                | Amichevole                                                              | -                                                                       |                                                                         |
| 27-9-1967                                                               | Budapest                                                                | Ungheria                                                                | 3 – 1                                                                   | Germania Est                                                            | Qual. Euro 1968                                                         | -                                                                       |                                                                         |
| 29-10-1967                                                              | Lipsia                                                                  | Germania Est                                                            | 1 – 0                                                                   | Ungheria                                                                | Qual. Euro 1968                                                         | -                                                                       |                                                                         |
| 11-5-1968                                                               | Mosca                                                                   | Unione Sovietica                                                        | 3 – 0                                                                   | Ungheria                                                                | Qual. Euro 1968                                                         | -                                                                       |                                                                         |
| 25-5-1969                                                               | Budapest                                                                | Ungheria                                                                | 2 – 0                                                                   | Cecoslovacchia                                                          | Qual. Mondiali 1970                                                     | 1                                                                       |                                                                         |
| 8-6-1969                                                                | Dublino                                                                 | Irlanda                                                                 | 1 – 2                                                                   | Ungheria                                                                | Qual. Mondiali 1970                                                     | -                                                                       |                                                                         |
| 15-6-1969                                                               | Copenaghen                                                              | Danimarca                                                               | 3 – 2                                                                   | Ungheria                                                                | Qual. Mondiali 1970                                                     | -                                                                       |                                                                         |
| 4-4-1971                                                                | Vienna                                                                  | Austria                                                                 | 0 – 2                                                                   | Ungheria                                                                | Amichevole                                                              | -                                                                       |                                                                         |
| 24-4-1971                                                               | Budapest                                                                | Ungheria                                                                | 1 – 1                                                                   | Francia                                                                 | Qual. Euro 1972                                                         | -                                                                       |                                                                         |
| 19-5-1971                                                               | Sofia                                                                   | Bulgaria                                                                | 0 – 3                                                                   | Ungheria                                                                | Qual. Euro 1972                                                         | -                                                                       |                                                                         |
| 14-6-1972                                                               | Bruxelles                                                               | Ungheria                                                                | 0 – 1                                                                   | Unione Sovietica                                                        | Euro 1972 - Semifinali                                                  | -                                                                       |                                                                         |
| 17-6-1972                                                               | Liegi                                                                   | Belgio                                                                  | 2 – 1                                                                   | Ungheria                                                                | Euro 1972 - Finale 3º posto                                             | -                                                                       |                                                                         |
| 29-5-1974                                                               | Székesfehérvár                                                          | Ungheria                                                                | 3 – 2                                                                   | Jugoslavia                                                              | Amichevole                                                              | -                                                                       |                                                                         |
| Totale                                                                  |                                                                         | Presenze                                                                | 75                                                                      |                                                                         | Reti (10º posto)                                                        | 31                                                                      |                                                                         |

## Palmarès

### Club

#### Competizioni nazionali
- Campionato ungherese: 4

Ferencváros: 1962-1963, 1964, 1967, 1968
- Coppa d'Ungheria: 2

Ferencváros: 1971-1972, 1973-1974

#### Competizioni internazionali
- Coppa delle Fiere: 1

Ferencváros: 1964-1965

### Nazionale
- Bronzo olimpico: 1

Roma 1960

### Individuale
- Pallone d'oro: 1

1967
- Calciatore ungherese dell'anno: 2

1966, 1967
- Capocannoniere del campionato ungherese: 3

1959-1960 (27 gol), 1960-1961 (21 gol), 1965 (27 gol)
- Capocannoniere della Coppa dei Campioni: 1

1965-1966 (7 gol)
- Capocannoniere della Coppa delle Fiere: 1

1966-1967 (8 gol)
- Capocannoniere del Campionato mondiale di calcio: 1

Cile 1962 (4 gol)